# Berrya

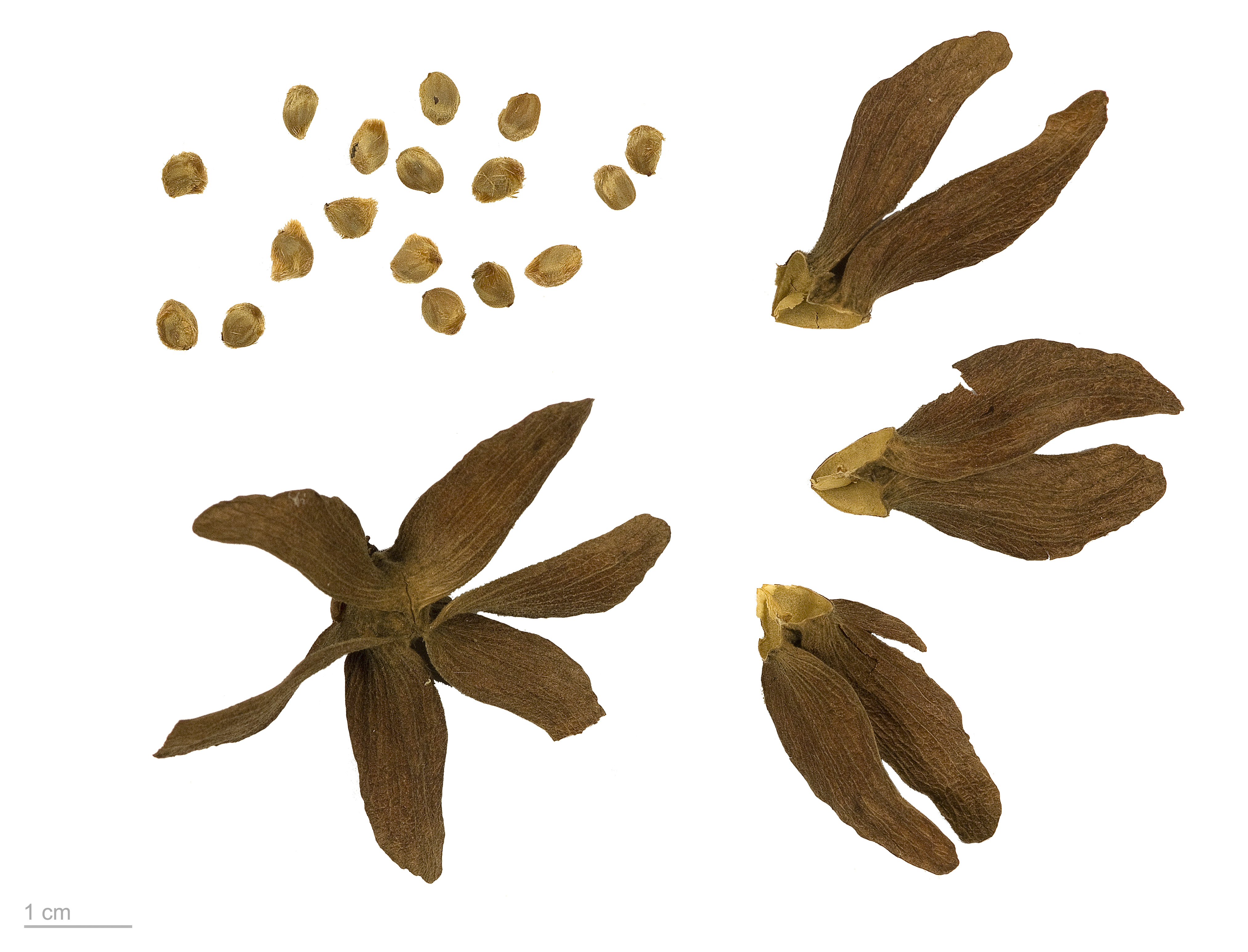
Berrya cordifolia

Berrya  es un género de plantas con flores con 11 especies perteneciente a la familia Malvaceae. Es originario del Sudeste de Asia. El género fue descrito por William Roxburgh y publicado en Plants of the Coast of Coromandel  3: 60, en el año 1820. La especie tipo es Berrya ammonilla Roxb.

## Especies
| - Berrya ameliae - Berrya ammonilla - Berrya boivinii - Berrya chinensis | - Berrya javanica - Berrya mariarum - Berrya pacifica - Berrya papuana | - Berrya rotundifolia - Berrya sansibarensis - Berrya simonis |